# Maksymilian Antoni Piotrowski

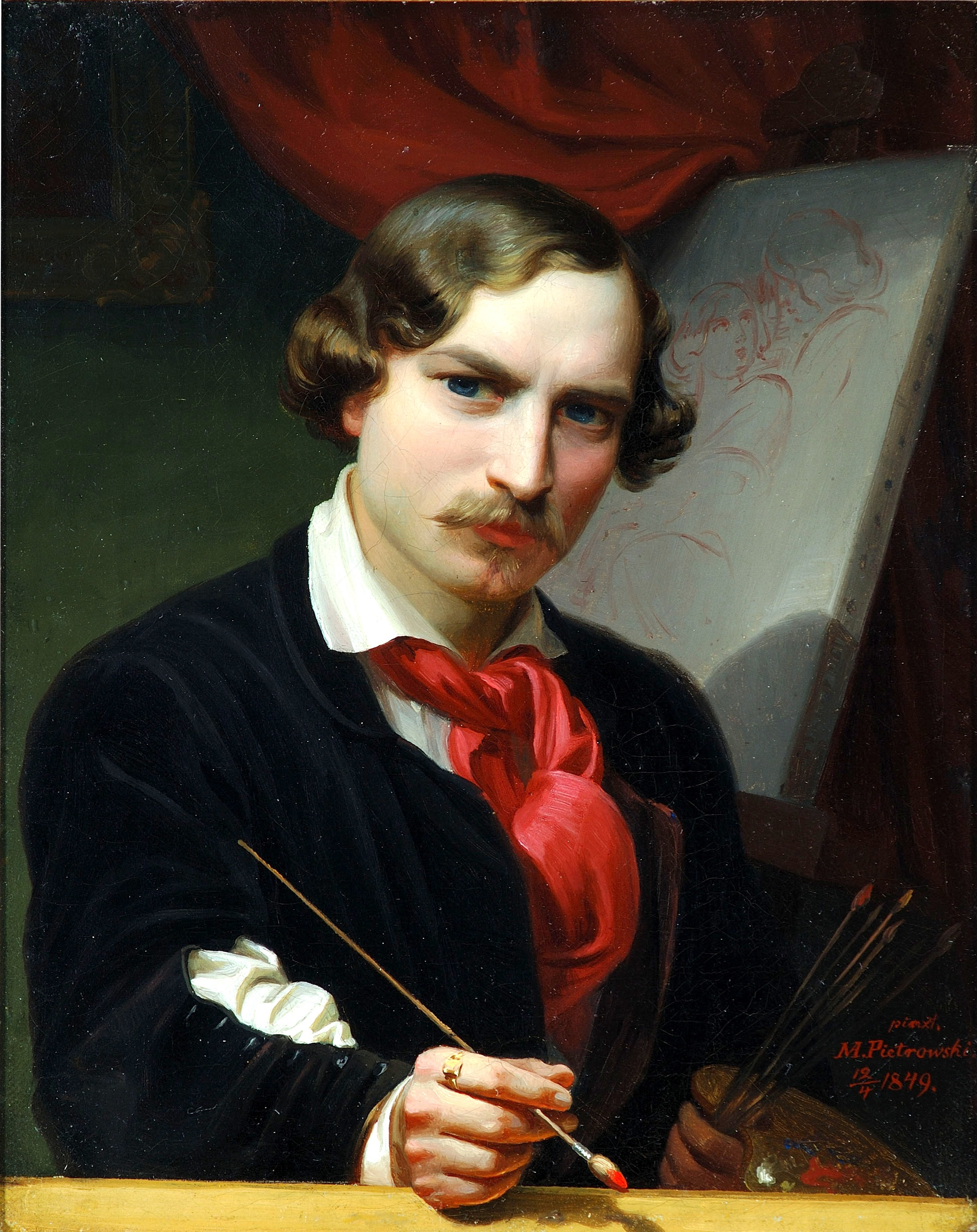
Selbstporträt, 1849

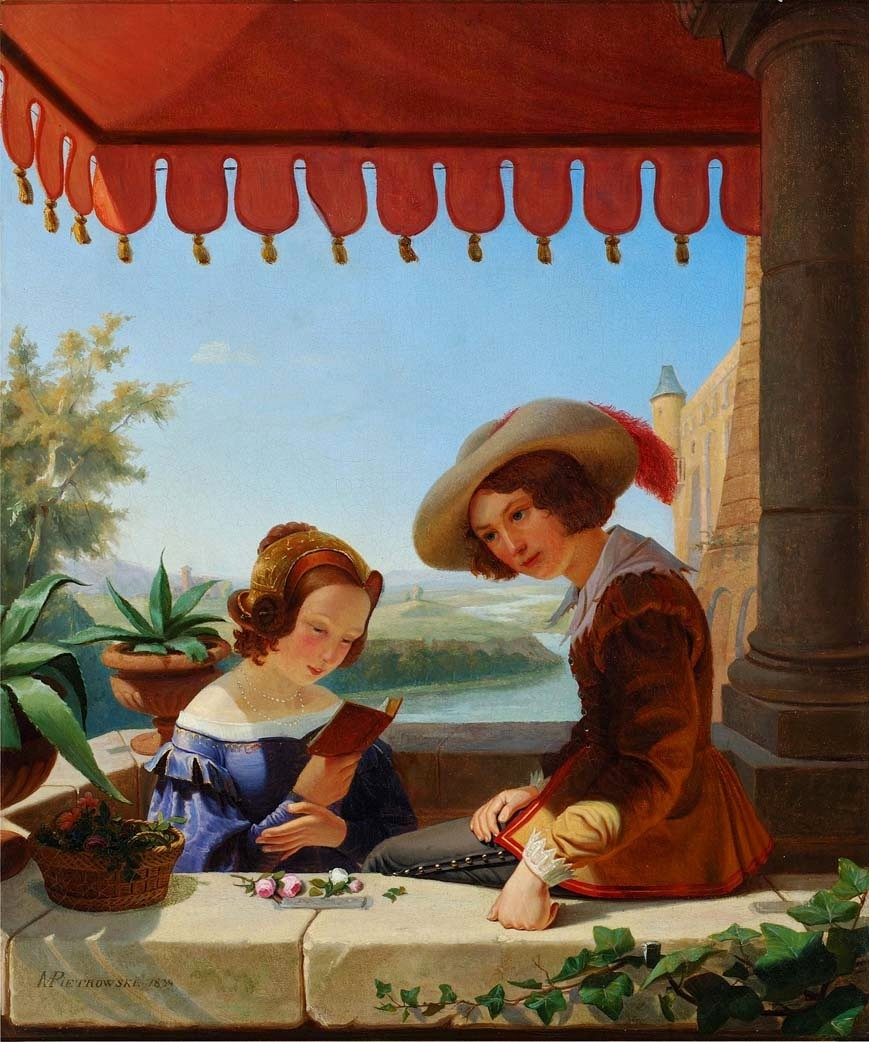
"Scena balkonowa" (Balkonszene), Porträt der Geschwister des Künstlers, 1839, Bestand des Leon Wyczółkowski-Kreismuseums in Bydgoszcz

Maksymilian Antoni Piotrowski (auch: Maximilian Anton Piotrowski, * 8. Juni 1813 in Bromberg; † 29. November 1875 in Königsberg) war ein polnischer Maler und Hochschullehrer an der Kunstakademie Königsberg.

## Leben
Piotrowskis Vater Andrzej besaß eine Bäckerei. Seine Mutter Teresa, geb. Baranowska, war 1812 aus Koronowo nach Bromberg gekommen. Nach Schulabschluss mit Abitur verließ der angehende Künstler seine Heimatstadt und zog nach Berlin. Von 1833 bis 1838 studierte er an der Königlich Preußischen Akademie der Künste in Berlin unter Wilhelm Hensel. Anschließend besuchte er bis 1840 die Düsseldorfer Kunstakademie unter Friedrich Wilhelm von Schadow. 1842 ging er nach Italien. Während seiner Durchreise durch München knüpfte er Kontakte mit den Malern Peter von Cornelius und Wilhelm von Kaulbach. 1844 kehrte er nach Berlin zurück und schloss hier sein Studium ab. Bis 1847 blieb er in Berlin. Er war an der Gestaltung eines nie fertiggestellten, monumentalen Historiengemäldes zum anglo-afghanischen Krieg beteiligt.
1848 erfolgte die kurzfristige Verhaftung wegen Teilnahme an Demonstrationen in Berlin im Rahmen der Märzrevolution. Ebenso beteiligte Piotrowski sich an ähnlichen Kundgebungen in Bromberg und Posen. Es entstanden Zeichnungen zu den Erlebnissen. 1849 erhielt er einen Ruf nach Königsberg an die dortige Preussische Akademie der Künste. Dort war er 26 Jahre Lehrstuhlinhaber für das Zeichnen von antiken Gipsarbeiten (Figurenfach). Im Jahr 1853 schmückte er den Mittelteil des Plafonds im Wartezimmer des Königsberger Schlosses mit Allegorien auf den Nutzen der Eisenbahn. Große Aufmerksamkeit erregten auch die in den Jahren 1861 bis 1872 gemeinsam mit Gustav Graef und Georg Knorr geschaffenen Wandmalereien in der Aula der Königsberger Albertus-Universität. Mehrfach stellte er Werke auf Ausstellungen der Krakauer Gesellschaft der Freunde der Schönen Künste aus. Piotrowskis Leichnam wurde nach Bromberg gebracht und dort auf dem Starofarnym-Friedhof beigesetzt.